# 天主教內比教區
天主教內比教區（拉丁語：Dioecesis Nebbensis）是烏干達一個羅馬天主教教區，屬古盧總教區。
教區成立於1996年2月13日，包括北部區兩區。2004年有教友403,104人（佔轄區總人口85.2%）、十五個堂區、五十八名司鐸。現任教區主教為桑克托斯·利諾·瓦諾克。